# بیل بردبری (بازیکن فوتبال، زاده ۱۹۳۳)
بیل بردبری (انگلیسی: Bill Bradbury; ۳ آوریل ۱۹۳۳ – ۹ اوت ۱۹۹۹) بازیکن فوتبال اهل بریتانیا بود.
از باشگاه‌هایی که در آن بازی کرده‌است می‌توان به باشگاه فوتبال پرسکوت کابلس، باشگاه فوتبال وورکینگتون ای. اف. سی، باشگاه فوتبال هال سیتی، باشگاه فوتبال بری، باشگاه فوتبال کاونتری سیتی، باشگاه فوتبال ویگان اتلتیک، باشگاه فوتبال بیرمنگام سیتی، و باشگاه فوتبال ساوتپورت اشاره کرد.